# Polystachya pobeguinii
Polystachya pobeguinii là một loài thực vật có hoa trong họ Lan. Loài này được (Finet) Rolfe miêu tả khoa học đầu tiên năm 1918.